# Ключарёв, Петр Георгиевич
Петр Георгиевич Ключарёв (род. 1980 г., Москва) — российский учёный, доктор технических наук, профессор МГТУ им. Н. Э. Баумана, специалист в области криптографии, кибербезопасности и теоретической информатики.

## Биография
Родился в Москве, в 1980 году. В 2004 году с отличием окончил МГТУ им. Н. Э. Баумана по специальности «Комплексное обеспечение информационной безопасности автоматизированных систем», далее учился в аспирантуре там же.
В 2009 году защитил кандидатскую диссертацию. В 2022 году защитил докторскую диссертацию.
С 2008 года преподает на кафедре «Информационная безопасность» МГТУ им. Н. Э. Баумана, с 2024 года — в должности профессора.

## Научные интересы
Научные интересы П. Г. Ключарёва лежат в областях криптографии, кибербезопасности, теоретической информатики, искусственного интеллекта, квантовых вычислений.

## Профессиональная деятельность
Работает профессором кафедры «Информационная безопасность» МГТУ им. Н. Э. Баумана: читает лекции по ряду дисциплин, связанных с криптографией, дискретной математикой и теорией алгоритмов; осуществляет научное руководство дипломниками и аспирантами. Член Государственной экзаменационной комиссии кафедры.
Член программных комитетов различных профильных научных конференций и студенческих олимпиад.
Является членом диссертационного совета при МГТУ им. Н. Э. Баумана.

## Основные научные результаты
Разработал теорию применения обобщённых клеточных автоматов в симметричной криптографии.

## Основные публикации
Является автором более 80 научных и учебно-методических работ в области криптографии, информационной безопасности, информатики.
Некоторые избранные работы:
- Ключарёв, П. Г. Высокопроизводительные алгоритмы специальной обработки данных для защиты компьютерных сетей, ориентированные на аппаратную реализацию: диссертация на соискание ученой степени доктора технических наук, 2022. — 297 с.
- Ключарёв П. Г. Детерминированные методы построения графов Рамануджана, предназначенных для применения в криптографических алгоритмах, основанных на обобщённых клеточных автоматах // Прикладная дискретная математика, 2018, № 42. С.76-93.
- Ponomarenko G.S., Klyucharev P.G. On improvements of robustness of obfuscated JavaScript code detection // Journal of Computer Virology and Hacking Techniques, 2023 — Vol. 19, No. 3. P.387-396. DOI: 10.1007/s11416-022-00450-1
- Polyakov M., Klyucharev P. Searching linear structures of permutation groups with quantum computer. // Journal of Computer Virology and Hacking Techniques, 2024. DOI: 10.1007/s11416-024-00523-3
- Zuev Yu.A., Klyucharev P.G. A method for optimal value measurement of some parameters of fault attacks on cryptographic algorithms // Journal of Applied and Industrial Mathematics, 2024, Vol. 18, No. 2, pp. 371—377. DOI: 10.1134/S1990478924020182
- Zelenetsky A.S., Klyucharev P.G. Modular arithmetic optimization in Kyber KEM // Journal of Computer Virology and Hacking Techniques, 2024. DOI: 10.1007/s11416-024-00537-x
- Ключарёв П. Г. Клеточные автоматы и их обобщения в задачах криптографии. Часть 1 // Вопросы кибербезопасности, 2021, № 6 (46), С.90-101. DOI:10.21681/2311-3456-2021-6-90-101
- Ключарёв П. Г. Клеточные автоматы и их обобщения в задачах криптографии. Часть 2 // Вопросы кибербезопасности, 2022, № 1 (47), С.37-48. DOI:10.21681/2311-3456-2022-1-37-48
- Ключарёв П. Г. О статистическом тестировании блочных шифров // Математика и математическое моделирование. 2018, № 5. С.35-57.
- Ключарёв П. Г., Жуков Д. А. Введение в теорию алгоритмов. Учебное пособие. М.: МГТУ им. Н. Э. Баумана, 2012